# Agence nationale de l'aviation civile et de la météorologie (Sénégal)
Pour les articles homonymes, voir Agence nationale de l'aviation civile et Agence nationale de l'aviation civile et de la météorologie.
L'Agence nationale de l'aviation civile et de la météorologie (ANACIM) est née de la fusion de l'Agence nationale de l'aviation civile du Sénégal (ANACS) et l'Agence nationale de la météorologie du Sénégal (ANAMS), du décret 2011-1055 de 28 juillet 2011. Elle a son siège à l'Aéroport international de Dakar-Léopold Sédar Senghor,,.
Le Service Enquête et Analyse était l'organisme sénégalais permanent chargé des enquêtes sur les accidents aériens au Sénégal. Maintenant c'est le Bureau d'Enquête et d'Analyse pour la sécurité de l'aviation civile (BEA Sénégal).